# 随念
隨念，或單譯為念，佛教術語，為佛教的禪修法門，屬於止禪。修行者將思惟固定在某個對象上，不漂蕩，就稱為念，是一種穩定、堅固的心理狀態。合乎善、以解脫為目標，憶念修行，叫正念。隨時繫念，憶持不忘，即是隨念。

## 十念
1. 念佛（藏語：Sans rgyas rjes su dran pa），又叫佛隨念，思惟佛陀的十種德號。
2. 念法（藏語：Chos rjes su dran pa），又叫法隨念，思惟正法是世出世間正教，治煩惱病之妙藥。
3. 念僧（藏語：dge hdun rjes su dran pa），又叫僧隨念，思惟僧伽爲世間福田，威儀具足。
4. 念戒，又叫戒隨念，思惟尸羅（戒律）有大勢，能除世間惡。
5. 念施，又叫念捨、施隨念、捨隨念，思惟佈施的功德，能除慳吝心。
6. 念天，又叫天隨念，思惟諸天多福，莊嚴快樂。
7. 念死，又叫死隨念，思惟眾生皆有一死，命如朝露，應勤加修行，脫離死苦。
8. 念身，又叫念身分、念身至、身分隨念、身至隨念，念自身的三十二身分（身體分支），思惟其不淨、無常。
9. 念出入息，又叫念數息、念安般、安那般那念、出入息隨念，思惟自身呼吸之出、入。
10. 念休息，又叫念滅、念恬泊、念寂寂、寂止隨念，思惟坐禪不起亂心五蓋降伏的寂止功德，乃至於得沙門四果至入涅槃煩惱息滅的寂止功德。[3]